# Rahm Kota
Rahm Kota a Star Warsban egy idősebb ember férfi, Jedi volt és a Klón Háborúk alatt tábornok. A klónkatonákba vetett hit hiánya miatt menekülhetett el a 66-os parancs elől. Azt megelőzően, hogy csatlakozott a Jedi rendhez, Kota harcolt abban az állóháborúban, ami otthonát sújtotta. Miközben a konfliktus békés rendezéséről tárgyalt, Mace Windu barátságot kötött az akkor tizennyolc éves Kotával. A sikeres küldetés után Mace magával vitte a Coruscantra, ahol Yoda irányítása alatt elkezdhette a Jedi kiképzését. A barátságtalan modora miatt kevés barátot nyert, de a bátorsága ismert volt mindenki számára. Kota mindig a legkockázatosabb küldetéseket választotta. A Klón Háborúk alatt szívós, őszhajú tábornokká vált, a háború sok csatájában harcolt.
Miután megmenekült a 66-os parancs elől, Kota eltűnt a Külső Perem világaiban. A Nagy Jedi Tisztogatás alatt követőivel átvették az irányítást egy TIE Vadász gyár felett a Nar Shaddaan. Itt vadászta le őket Darth Vader tanítványa.
Kota hitte, hogy a tanítvány sokkal többre hivatott Darth Vader szolgálójánál. Kis idővel később Kota segített neki visszaszereznie a kapcsolatot az Erővel, amit korábban elveszített.
Kota zöld fénykardot viselt.